# 미오베니

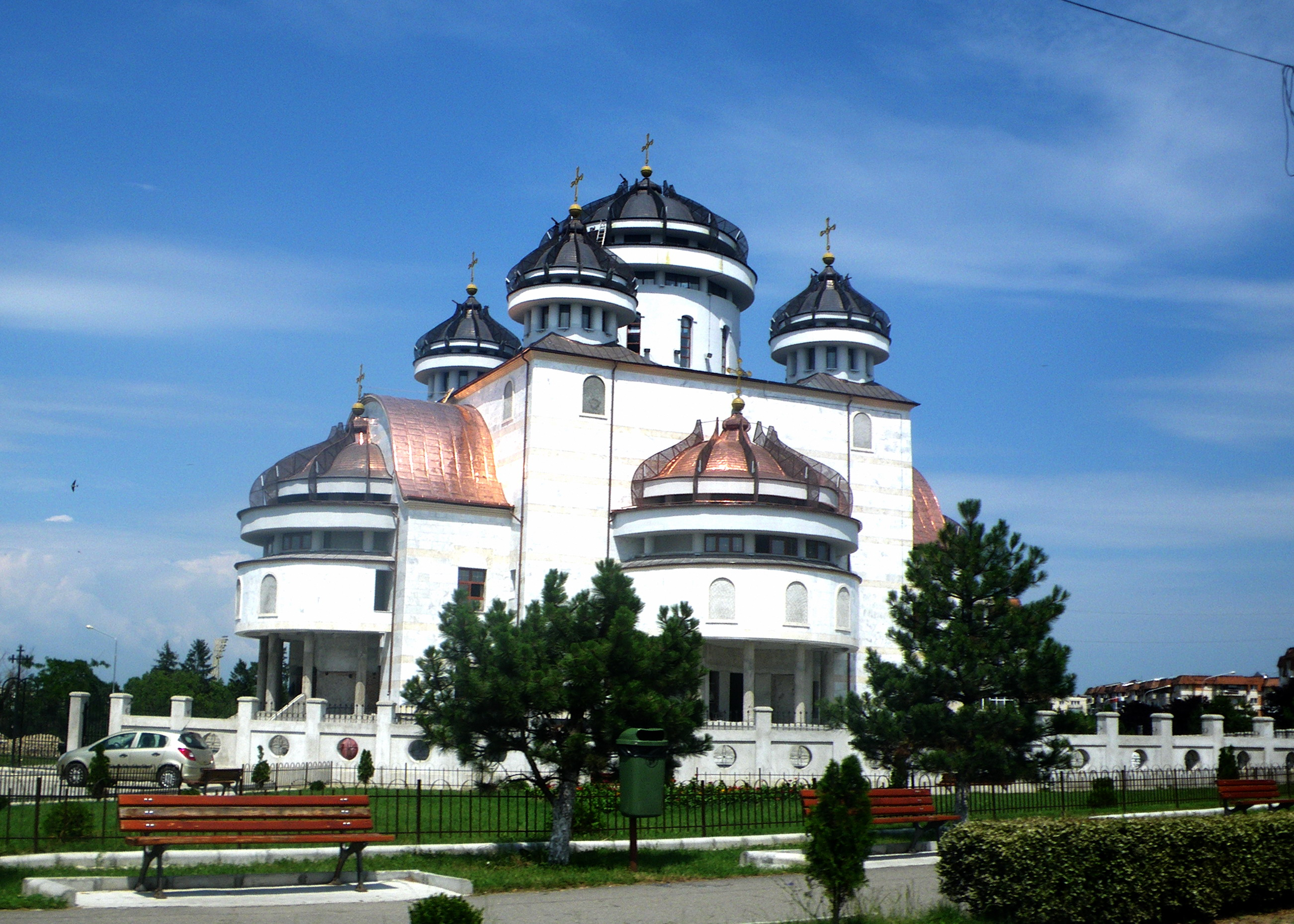
미오베니 정교회

미오베니(루마니아어: Mioveni)는 루마니아 아르제슈주의 도시로 면적은 50.79km2, 인구는 35,889명(2002년 기준)이다. 아르제슈 주의 주도인 피테슈티에서 북동쪽으로 약 15km 정도 떨어진 곳에 위치한다.

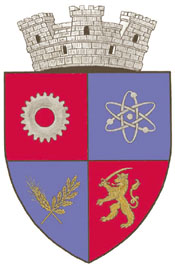
시 문장